# Dispersión (química)
Una dispersión es un sistema en el que las partículas distribuidas de un material se dispersan en una fase continua de otro material. Las dos fases pueden estar en el mismo estado o en diferentes estados de la materia.
Las dispersiones se clasifican de diferentes formas, incluido el tamaño de las partículas en relación con las partículas de la fase continua, si se produce o no precipitación y la presencia de movimiento browniano. En general, las dispersiones de partículas suficientemente grandes para la sedimentación se denominan suspensiones, mientras que las de partículas más pequeñas se denominan coloides y soluciones.

## Estructura y propiedades
Las dispersiones no presentan ninguna estructura; es decir, las partículas (o en el caso de emulsiones: gotitas) dispersas en la matriz líquida o sólida (el "medio de dispersión") se supone que están distribuidas estadísticamente. Por lo tanto, para las dispersiones, generalmente se supone que la teoría de la percolación describe apropiadamente sus propiedades.
Sin embargo, la teoría de la percolación solo se puede aplicar si el sistema que debe describir se encuentra en equilibrio termodinámico o cerca de él. Hay muy pocos estudios sobre la estructura de las dispersiones (emulsiones), aunque son abundantes en tipo y se utilizan en todo el mundo en innumerables aplicaciones.
A continuación, se discutirán solo las dispersiones con un diámetro de fase dispersa de menos de 1 µm. Para comprender la formación y propiedades de tales dispersiones (incluidas las emulsiones), se debe considerar que la fase dispersa exhibe una "superficie", que está cubierta ("húmeda") por una "superficie" diferente que, por lo tanto, está formando una interfaz (química). Deben crearse ambas superficies (lo que requiere una gran cantidad de energía), y la tensión interfacial (diferencia de tensión superficial) no compensa la entrada de energía, si es que lo hace.
La evidencia experimental sugiere que las dispersiones tienen una estructura muy diferente de cualquier tipo de distribución estadística (que serían características de un sistema en equilibrio termodinámico), pero en contraste, muestran estructuras similares a la autoorganización, que puede describirse mediante termodinámica de no equilibrio. Esta es la razón por la que algunas dispersiones líquidas se convierten en geles o incluso en sólidos a una concentración de una fase dispersa por encima de una concentración crítica (que depende del tamaño de partícula y la tensión interfacial). Asimismo, se ha explicado la aparición repentina de conductividad en un sistema de fase conductora dispersa en una matriz aislante.

## Proceso de dispersión
La dispersión es un proceso mediante el cual (en el caso de un sólido que se dispersa en un líquido) las partículas aglomeradas se separan entre sí y se genera una nueva interfaz entre la superficie interna del medio de dispersión líquido y la superficie de las partículas dispersas. Este proceso se ve facilitado por la difusión molecular y la convección.
Con respecto a la difusión molecular, la dispersión se produce como resultado de una concentración desigual del material introducido en todo el medio a granel. Cuando el material disperso se introduce por primera vez en el medio a granel, la región en la que se introduce tiene una concentración más alta de ese material que en cualquier otro punto del material. Esta distribución desigual da como resultado un gradiente de concentración que impulsa la dispersión de partículas en el medio de modo que la concentración es constante en todo el volumen. Con respecto a la convección, las variaciones de velocidad entre las trayectorias de flujo en la masa facilitan la distribución del material disperso en el medio.
Aunque ambos fenómenos de transporte contribuyen a la dispersión de un material en la masa, el mecanismo de dispersión es impulsado principalmente por convección en los casos en que hay un flujo turbulento significativo en la masa. La difusión es el mecanismo dominante en el proceso de dispersión en casos de poca o ninguna turbulencia en la masa, donde la difusión molecular puede facilitar la dispersión durante un largo período de tiempo. Estos fenómenos se reflejan en eventos comunes del mundo real. Las moléculas de una gota de colorante alimentario agregada al agua eventualmente se dispersarán por todo el medio, donde los efectos de la difusión molecular son más evidentes. Sin embargo, agitar la mezcla con una cuchara creará flujos turbulentos en el agua que acelerarán el proceso de dispersión a través de la dispersión dominada por convección.

## Grado de dispersión
El término dispersión también se refiere a la propiedad física del grado en que las partículas se agrupan en aglomerados o agregados. Si bien los dos términos a menudo se usan indistintamente, de acuerdo con las definiciones de nanotecnología ISO, un aglomerado es una colección reversible de partículas débilmente unidas, por ejemplo, por fuerzas de van der Waals o entrelazamiento físico, mientras que un agregado está compuesto de partículas unidas o fusionadas irreversiblemente, por ejemplo a través de enlaces covalentes. Una cuantificación completa de la dispersión implicaría el tamaño, la forma y el número de partículas en cada aglomerado o agregado, la fuerza de las fuerzas entre partículas, su estructura general y su distribución dentro del sistema. Sin embargo, la complejidad normalmente se reduce comparando la distribución de tamaño medida de las partículas "primarias" con la de los aglomerados o agregados. Cuando se habla de suspensiones de partículas sólidas en medios líquidos, el potencial zeta se usa con mayor frecuencia para cuantificar el grado de dispersión, considerándose bien dispersas las suspensiones que poseen un valor absoluto alto de potencial zeta.

## Tipos de dispersiones
Una solución describe una mezcla homogénea de un material disperso en otro. Las partículas dispersas no se asentarán si la solución se deja sin tocar durante un período de tiempo prolongado.
Un coloide es una mezcla heterogénea de una fase en otra, donde suelen estar las partículas dispersas. Al igual que las soluciones, las partículas dispersas no se asentarán si la solución se deja sin tocar durante un período prolongado de tiempo.
Una suspensión es una dispersión heterogénea de partículas más grandes en un medio. A diferencia de las soluciones y los coloides, si se dejan en reposo durante un período prolongado de tiempo, las partículas suspendidas se depositarán fuera de la mezcla.
Aunque las suspensiones son relativamente simples de distinguir de las soluciones y los coloides, puede ser difícil distinguir las soluciones de los coloides ya que las partículas dispersas en el medio pueden ser demasiado pequeñas para distinguirlas el ojo humano. En cambio, el efecto Tyndall se usa para distinguir soluciones y coloides. Debido a las diversas definiciones informadas de soluciones, coloides y suspensiones proporcionadas en la literatura, es difícil etiquetar cada clasificación con un rango de tamaño de partícula específico.
Además de la clasificación por tamaño de partícula, las dispersiones también pueden etiquetarse mediante la combinación de la fase dispersa y la fase media en la que están suspendidas las partículas. Los aerosoles son líquidos dispersos en un gas, los sólidos son sólidos en líquidos, las emulsiones son líquidos dispersos en líquidos (más específicamente una dispersión de dos líquidos inmiscibles) y los geles son líquidos dispersos en sólidos.
| Fases de componentes | Fases de componentes | Mezcla homogénea                                                | Mezcla heterogénea                                                                            | Mezcla heterogénea |
| Disperso material    | Continuo medio       | Solución: Efecto de dispersión de Rayleigh sobre la luz visible | Coloide (partículas más pequeñas): Efecto Tyndall sobre la luz visible cerca de la superficie | Suspensión (partículas más grandes): ningún efecto significativo sobre la luz visible |
| -------------------- | -------------------- | --------------------------------------------------------------- | --------------------------------------------------------------------------------------------- | --- |
| Gas                  | Gas                  | Mezcla de gases: aire ( oxígeno y otros gases en nitrógeno )    |                                                                                               | |
| Líquido              | Gas                  |                                                                 | Aerosol: niebla, neblina, vapor, lacas para el cabello, aire húmedo                           | Aerosol: lluvia (también produce arco iris por refracción en gotas de agua) |
| Sólido               | Gas                  |                                                                 | Aerosol sólido: humo, nubes, partículas de aire.                                              | Aerosol sólido: polvo, tormenta de arena, niebla de hielo, flujo piroclástico |
| Gas                  | Líquido              | Oxígeno en agua                                                 | Espuma: crema batida, crema de afeitar                                                        | Espuma burbujeante, agua hirviendo, refrescos y bebidas gaseosas |
| Líquido              | Líquido              | Bebidas alcohólicas ( cócteles ), almíbar                       | Emulsión: miniemulsión, microemulsión, leche, mayonesa, crema de manos, jabón hidratado       | emulsión inestable de una pompa de jabón (a temperatura ambiente, con efecto iridiscente a la luz causado por la evaporación del agua; la suspensión de líquidos aún se mantiene por tensión superficial con el gas dentro y fuera de la burbuja y los efectos de los tensioactivos disminuyen con la evaporación; finalmente la burbuja explotará cuando no haya más emulsión y el efecto de cizallamiento de las micelas superará la tensión superficial perdida por la evaporación del agua de ellas) |
| Sólido               | Líquido              | Azúcar en agua                                                  | Sol: tinta pigmentada, sangre                                                                 | Barro (partículas de tierra, arcilla o limo suspendidas en agua, lahar, arenas movedizas ), yeso húmedo / cemento / hormigón, polvo de tiza suspendido en agua, flujo de lava (mezcla de roca fundida y sólida), helados derretidos |
| Gas                  | Sólido               | Hidrógeno en metales                                            | Espuma sólida: aerogel, espuma de poliestireno, piedra pómez                                  | |
| Líquido              | Sólido               | Amalgama (mercurio en oro), hexano en cera de parafina          | Gel: agar, gelatina, gel de sílice, ópalo; helados congelados                                 | |
| Sólido               | Sólido               | Aleaciones, plastificantes en plásticos                         | Sol sólido: vaso de arándano                                                                  | rocas naturales, yeso seco/cemento/hormigón, pompas de jabón congeladas |

## Ejemplos de dispersiones
La leche es un ejemplo comúnmente citado de una emulsión, un tipo específico de dispersión de un líquido en otro líquido donde dos líquidos son inmiscibles. Las moléculas de grasa suspendidas en la leche proporcionan un modo de suministro de importantes vitaminas y nutrientes solubles en grasa de la madre al recién nacido. El tratamiento mecánico, térmico o enzimático de la leche manipula la integridad de estos glóbulos de grasa y da como resultado una amplia variedad de productos lácteos.
La aleación reforzada por dispersión de óxido (ODS) es un ejemplo de dispersión de partículas de óxido en un medio metálico, lo que mejora la tolerancia a altas temperaturas del material. Por tanto, estas aleaciones tienen varias aplicaciones en la industria de la energía nuclear, donde los materiales deben soportar temperaturas extremadamente altas para mantener su funcionamiento.
La degradación de los acuíferos costeros es un resultado directo de la intrusión y dispersión del agua de mar en el acuífero después del uso excesivo del acuífero. Cuando un acuífero se agota para el uso humano, se repone naturalmente con el agua subterránea que se mueve desde otras áreas. En el caso de los acuíferos costeros, el suministro de agua se repone tanto desde el límite terrestre por un lado como desde el límite marítimo por el otro. Después de una descarga excesiva, el agua salina del límite del mar ingresará al acuífero y se dispersará en el medio de agua dulce, amenazando la viabilidad del acuífero para uso humano. Se han propuesto varias soluciones diferentes para la intrusión de agua de mar en los acuíferos costeros, incluidos métodos de ingeniería de recarga artificial e implementación de barreras físicas en la frontera del mar.
Los dispersantes químicos se utilizan en derrames de petróleo para mitigar los efectos del derrame y promover la degradación de las partículas de petróleo. Los dispersantes aíslan eficazmente las piscinas de petróleo que se asientan en la superficie del agua en gotitas más pequeñas que se dispersan en el agua, lo que reduce la concentración general de petróleo en el agua para evitar cualquier contaminación o impacto adicional en la biología marina y la vida silvestre costera.